# Arroz jollof
Arroz jollof, também chamado de Benachin (uolofe: "uma panela"), é um prato de arroz típico de diversos países da África Ocidental.

## Distribuição geográfica e origem
Arroz jollof é um dos pratos mais comuns da África Ocidental, sendo consumido em Gana, Senegal, Gâmbia, Nigéria, Serra Leoa, Togo, Libéria, Costa do Marfim, Camarões e Mali. Existem diversas variações regionais, mudando de nome e ingredientes. O nome arroz Jollof deriva do nome do povo Uolofe, embora no Senegal e a Gâmbia o prato seja referido na língua uolofe como theibou dienne ou benachin. Na língua francesa, o prato é chamado de riz au gras. Apesar das variações locais, o prato mantém uma estrutura semelhante por toda a região, e se espalhou juntamente com a diáspora para se tornar um dos pratos africanos mais conhecidos em outros continentes.
Como indicado pelo nome, as origens do arroz jollof podem ser traçadas para a região da Senegâmbia, que era governada pelo Império Uolofe.

## Ingredientes

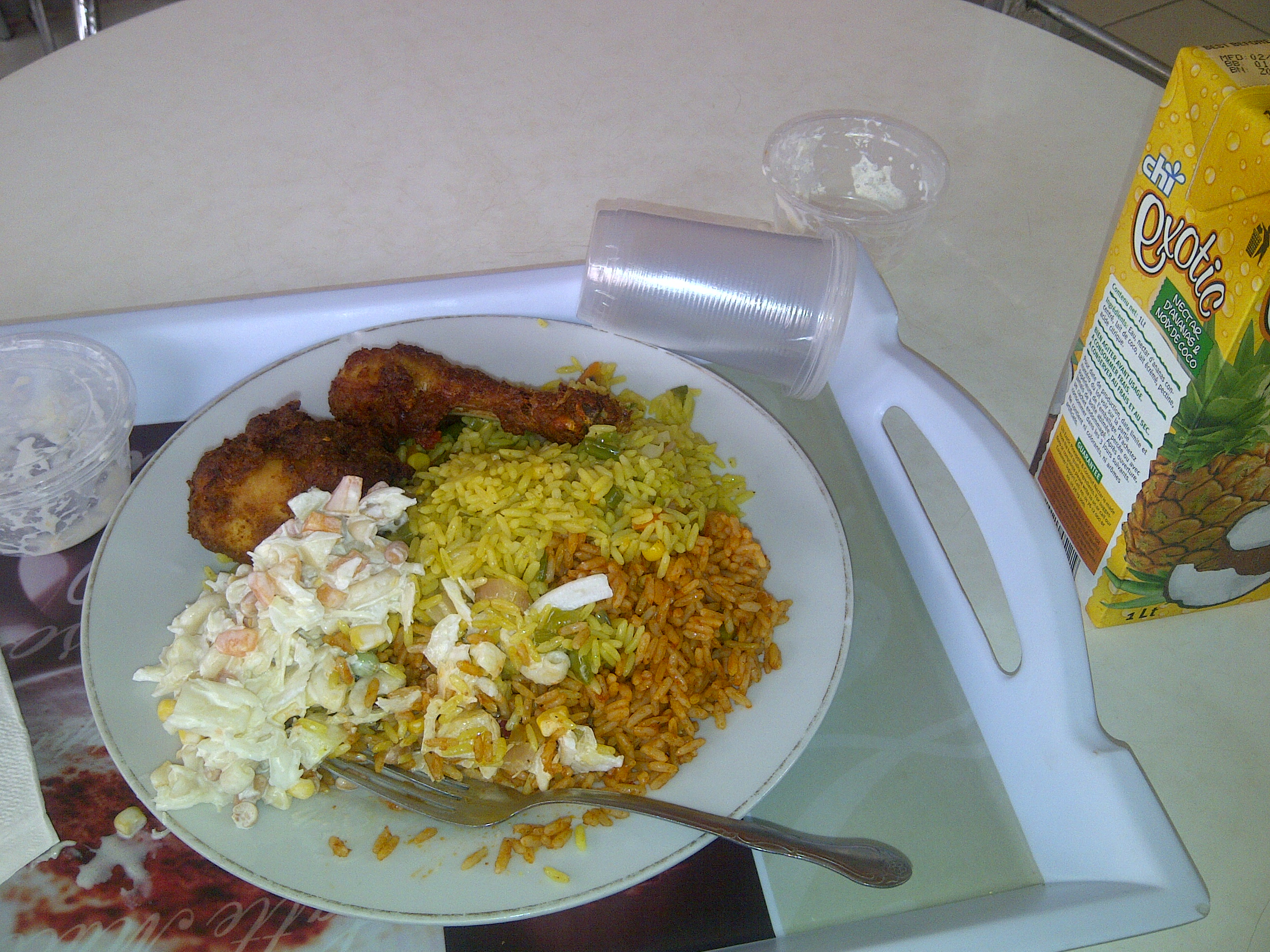
Arroz frito e arroz jollof servidos com frango grelhado e salada

O prato é feito principalmente de arroz, ao qual são adicionados tomate e pasta de tomate, cebola, sal, especiarias (como noz-moscada, gengibre, pimenta Scotch bonnet e cominho) e pimentas chili vermelhas; ingredientes opcionais podem ser adicionados, como vegetais variados, carne e peixe. Devido ao uso da massa de tomate e azeite de dendê, o prato é sempre de cor avermelhada. A receita difere de uma região para outra.